# Ulla-Brita Brandt

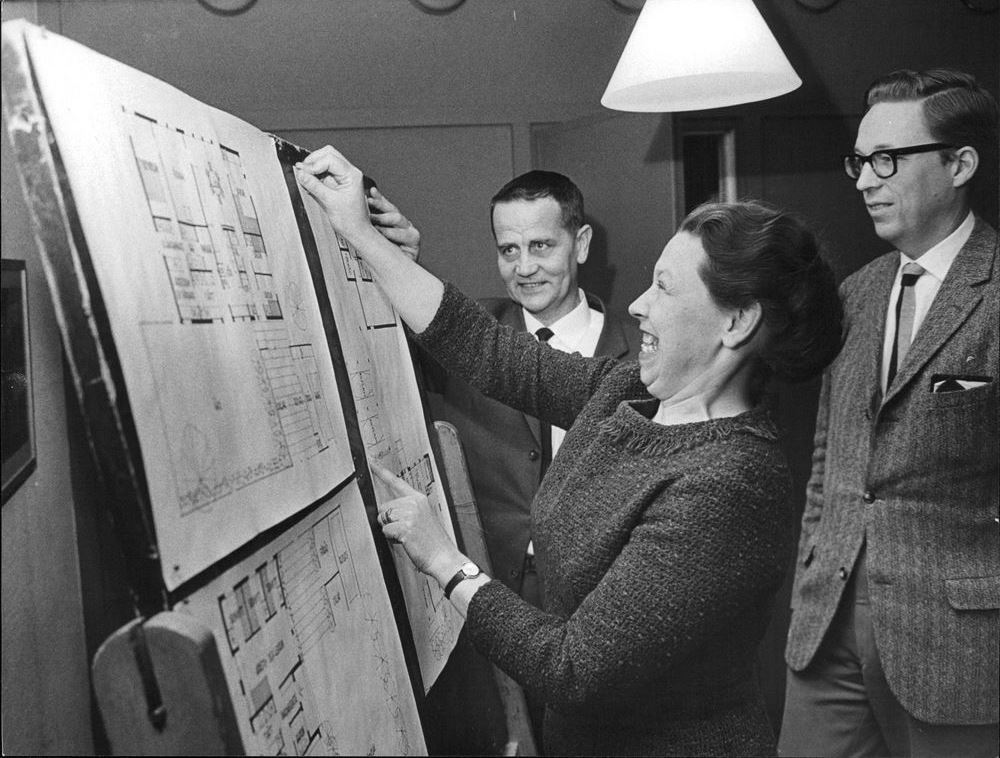
Jönköpings stadsfullmäktiges ordförande Bengt Glemdal tillsammans med arkitekterna Ulla-Brita Brandt och Carl-Ivar Ringmar på Elmia-mässan 1964.

Ulla-Brita Brandt, född 30 juli 1924 i Stockholm, död 8 maj 1989 i Nyköping, var en svensk arkitekt.
Brandt, som var dotter till direktör Sixten Humble och Signe Sundgren, avlade studentexamen 1943 och utexaminerades från Kungliga Tekniska högskolan 1950. Hon anställdes Kooperativa Förbundets arkitektkontor 1948, tjänstgjorde på Stockholms stads gatukontor 1951–1952, var assistent i materialbehandling med formlära på Kungliga Tekniska högskolan 1951–1952, bedrev egen arkitektverksamhet från 1952 och var konsult på AB Myresjöhus i Vetlanda från 1963. Hon ritade bland annat fritidshus, småhus och utställningar. Hon skrev även artiklar och småskrifter i fackämnen.